# (300090) 2006 UQ234
(300090) 2006 UQ234 es un asteroide perteneciente al cinturón de asteroides, descubierto el 22 de octubre de 2006 por el equipo del Mount Lemmon Survey desde el Observatorio del Monte Lemmon, Arizona, Estados Unidos.

## Designación y nombre
Designado provisionalmente como 2006 UQ234.

## Características orbitales
2006 UQ234 está situado a una distancia media del Sol de 3,193 ua, pudiendo alejarse hasta 3,721 ua y acercarse hasta 2,666 ua. Su excentricidad es 0,165 y la inclinación orbital 3,805 grados. Emplea 2084,87 días en completar una órbita alrededor del Sol.

## Características físicas
La magnitud absoluta de 2006 UQ234 es 15,9.